# Ceroxys robusta
Ceroxys robusta är en tvåvingeart som först beskrevs av Friedrich Hermann Loew 1873.  Ceroxys robusta ingår i släktet Ceroxys och familjen fläckflugor.
Artens utbredningsområde är Uzbekistan. Inga underarter finns listade i Catalogue of Life.